# Веће пет регената
Веће пет регената (јап. 五大老, Go-Tairō, енгл. Council of Five Elders) било је привремена влада Јапана, која је управљала земљом између смрти регента Тојотоми Хидејошија (1598) и битке код Секигахаре (1600), у којој су се чланови већа отворено поделили и борили на супротним странама за превласт у Јапану.

## Историја
Тојотоми Хидејоши, други велики ујединитељ Јапана (после Оде Нобунаге), управљао је читавим Јапаном као регент од 1585. до своје смрти 1598. Предвиђајући поделе које могу настати након његове смрти, Хидејоши је још за живота поставио петорицу регената, који су имали да управљају државом у име његовог малолетног сина, Хидејорија. То су били Токугава Ијејасу, Маеда Тошије, Уесуги Кагекацу, Мори Терумото и Укита Хидеје. Њима је помагало веће пет комесара, који су били задужени за управљање престоницом, које је Хидејоши поставио још 1585, и тројица саветника (јап. 中老, chūro), који су посредовали између два већа. Сви чланови оба већа заклели су се пред Хидејошијем на верност младом Тојотоми Хидејорију, који је у време  очеве смрти имао само 5 година.
За само две године веће регената се распало у грађанском рату између Хидејошијевих лојалиста, које је предводио Мори Терумото, и незадовољних великаша, предвођених Ијејасу Токугавом, који је завршен битком код Секигахаре, октобра 1600, после које је успостављен шогунат Токугава, који ће управљати Јапаном све до 1868.